# 部長聯盟理事會
部長聯盟理事會在印度共和国行使行政機構的权力。理事會由高级部長、低級部長、甚或副部長組成。
理事會由总理领导，一个规模较小的执行机构「聯盟理事會」是印度的最高决策机构。根据第352条，只有总理和内阁部长是聯盟理事會的成員。

## 规例
根据第75(3)条，部长理事會对印度议会的人民院负有集体责任。当一位部长在人民院提出的法案被否決時，整個理事會均需要負責，而非單單該部長。一旦理事會失去人民院的信任，理事會應該集體辭職，並促进新政府的组建。
部长不得在未经部长会议按照第78(c)条进行审议的情况下，作出任何决定。若理事會決定總統宣佈國家進入緊急狀態，所有理事會成员均应以书面形式向总统提出根据第352条的建议。  
根据《印度宪法》，理事會的部长总数不得超过人民院議席的15%。部长必须是议员，任何部长若非议会任何一院的成员，其將被自動剝奪部長職位，為期六個月。

## 排名
下文分为五类部长会议，按级别高低顺序排列如下:
- 總理[17]
- 副总理（如有）：若缺席的話由總理或最資深部長擔任[18]
- 内阁部长：領導內閣部門的成员[19]
- 国务部长（独立主管）：初级部长不需向内阁部长匯報[20]
- 国务部长（非獨立主管）：初级部长向内阁部长报告，通常负责该部的具体职责[20]

## 任命
根据第七十五条，总统將會根据总理的建议，任命一位为总统工作的部长。

## 下台
- 自我辭職（如外交事務大臣阿克巴爾[22][23][24]）
- 作出違反憲法的行為，而被總統以第75(2)条撤職[25]
- 經司法機構裁定違法並按指示被撤職[26]
- 失去成為議會議員的資格[27]

## 各邦部長理事会
印度的每个邦都由其部长理事会管理，其规则和程序均与中央政府的联盟部长理事会相類似，均按照第163、164和167(c)条的规定和程序處理。 邦部长理事會中没有内阁级部长的概念。